# 카르탕 대합
리 군론에서 카르탕 대합(Cartan對合, 영어: Cartan involution)은 킬링 형식을 음의 정부호로 만드는 리 대수 대합이다.

## 정의
실수 반단순 리 대수 {\displaystyle {\mathfrak {g}}}가 주어졌으며, 그 킬링 형식
{\displaystyle B\colon {\mathfrak {g}}\otimes {\mathfrak {g}}\to \mathbb {R} }
{\displaystyle B(x,y)=\operatorname {tr} (\operatorname {ad} (x)\operatorname {ad} (y))}
을 생각하자.
{\displaystyle {\mathfrak {g}}}의 리 대수 자기 동형
{\displaystyle \theta \colon {\mathfrak {g}}\to {\mathfrak {g}}}
가 다음 두 조건을 만족시킨다면, 카르탕 대합이라고 한다.
- (대합 조건) {\displaystyle \theta \circ \theta =\operatorname {id} _{\mathfrak {g}}}
- {\displaystyle B(-,\theta (-))}는 {\displaystyle {\mathfrak {g}}} 위의 음의 정부호 이차 형식이다.

## 성질

### 존재와 유일성
모든 실수 반단순 리 대수 {\displaystyle {\mathfrak {g}}}는 카르탕 대합을 갖는다. 또한, 임의의 두 카르탕 대합 {\displaystyle \theta }, {\displaystyle \theta '}에 대하여
{\displaystyle \theta '=\theta \circ \operatorname {Ad} _{g}}
가 되는, {\displaystyle {\mathfrak {g}}}에 대응하는 단일 연결 리 군 {\displaystyle G}의 원소 {\displaystyle g\in G}가 존재한다. 즉, 실수 반단순 리 대수에 대하여 카르탕 대합은 내부 자기 동형을 무시하면 유일하게 존재한다.

### 카르탕 분해
표수가 2가 아닌 체 {\displaystyle K} 위의 리 대수 {\displaystyle {\mathfrak {g}}}의 대합
{\displaystyle \theta \colon {\mathfrak {g}}\to {\mathfrak {g}}}
가 주어졌다고 하자. 그렇다면, {\displaystyle \theta }의 고윳값은 {\displaystyle \pm 1}이므로, 이에 대한 고유 공간
{\displaystyle {\mathfrak {g}}={\mathfrak {k}}\oplus {\mathfrak {p}}}
{\displaystyle \theta (k+p)=k-p\qquad (k\in {\mathfrak {k}},\;p\in {\mathfrak {p}})}
을 정의할 수 있다. {\displaystyle \theta }는 리 대수 자기 동형이므로,
{\displaystyle [{\mathfrak {k}},{\mathfrak {k}}]\subseteq {\mathfrak {k}}}
{\displaystyle [{\mathfrak {k}},{\mathfrak {p}}]\subseteq {\mathfrak {p}}}
{\displaystyle [{\mathfrak {p}},{\mathfrak {p}}]\subseteq {\mathfrak {k}}}
이다. 특히, {\displaystyle {\mathfrak {k}}}는 부분 리 대수를 이룬다. 이를 대합 {\displaystyle \theta }에 대한 카르탕 분해라고 한다.
만약 {\displaystyle K=\mathbb {R} }이며 {\displaystyle \theta }가 카르탕 대합이라면, 다음 성질들이 추가로 성립한다.
- 킬링 형식 {\displaystyle B}는 {\displaystyle {\mathfrak {k}}}에서 음의 정부호 이차 형식이며, {\displaystyle {\mathfrak {p}}}에서 양의 정부호이다.
- {\displaystyle {\mathfrak {k}}}와 {\displaystyle {\mathfrak {p}}}는 {\displaystyle B}에 대하여 서로 수직이다. 즉, {\displaystyle B\upharpoonright {\mathfrak {k}}\otimes {\mathfrak {p}}=0}이다.

## 예
{\displaystyle {\mathfrak {sl}}(n;\mathbb {R} )} 위의 카르탕 대합은
{\displaystyle \theta \colon x\mapsto -x^{\top }}
이다. (여기서 {\displaystyle (-)^{\top }}은 {\displaystyle n\times n} 정사각 행렬의 전치 행렬이다.) 이에 따른 카르탕 분해는
{\displaystyle {\mathfrak {k}}={\mathfrak {o}}(n;\mathbb {R} )}
{\displaystyle {\mathfrak {p}}=\{x\in {\mathfrak {sl}}(n;\mathbb {R} )\colon x=x^{\top }\}}
이다.
만약 실수 반단순 리 대수 {\displaystyle {\mathfrak {g}}}의 킬링 형식이 음의 정부호라면 (즉, 콤팩트 리 군에 대응한다면), 카르탕 대합은 항등 함수이다. 이 경우 카르탕 분해는 {\displaystyle {\mathfrak {k}}={\mathfrak {g}}}이며 {\displaystyle {\mathfrak {p}}={\mathfrak {0}}}이다.

## 역사
1880년대에 엘리 카르탕과 빌헬름 킬링의 업적에서 최초로 등장한다.